# Victor de Bonald
Victor de Bonald (Millau, 19 de mayo de 1780 - Rodez, 2 de marzo de 1871) fue un escritor, abogado (especializado en derecho público), publicista y periodista francés.
Etienne-Marie-Victor de Bonald de La Rode, vizconde de Bonald,
fue hijo de Louis Gabriel Ambroise, vizconde de Bonald. Siguió a su padre al exilio durante la Revolución francesa (1789).
En 1810 fue nombrado inspector de la Academia de Montpellier.
Victor de Bonald se casó el 23 de abril de 1812 con Berthille Honorine de Mazade d'Avèze
(17 de noviembre de 1787 - Montpellier, 14 de agosto de 1825)
Tuvieron cuatro hijos:
- Anne Louis Séverin de Bonald de La Rode (1813-1813)
- Victor Etienne Marie de Bonald de La Rode, vizconde de Bonald (1814-1897)
- Paul de Bonald de La Rode, vizconde de Bonald (1821-1893)
- Marie Gabriel de Bonald de La Rode (Montpellier, 10 de mayo de 1824 - 26 de enero de 1906)

Tras la Restauración (1814) fue nombrado director de la Academia de Montpellier, pero perdió su puesto durante los Cien Días (mayo a julio de 1815). Lo recuperó tras la «segunda restauración» (julio de 1815) y renunció finalmente en 1830, a los 50 años.
Fue hecho caballero de la Legión de Honor.
Falleció el 2 de marzo de 1871 en la villa de Rodez, a los 90 años.

## Obras
- 1833: Des vrais principes opposés aux erreurs du XIXe siècle, ou Notices positives sur les points fondamentaux de la philosophie, de la politique et de la religion (Aviñón y Montpellier, 1833);[2]
- 1835: Moïse et les géologues modernes, ou récit de la Genèse comparé aux théories nouvelles des savants sur l'origine de l'univers, la formation de la terre, etc. (Aviñón, 1835);[2]
- De la vie et des écrits de M. le vicomte de Bonald;[4]
- 1841: Défense de ses principes philosophiques (Aviñón, 1841);[2]
- 1845: Encore un mot sur Pascal, les jésuites et l'enseignement (Aviñón, 1845).[2]
- Traducción en verso de las Bucólicas de Virgilio.[1]